# 李裘
李裘（？—？），字紹冶，一字廷美，號念所，江西南昌府南昌縣人，民籍，明朝政治人物。

## 生平
嘉靖二十五年（1546年）丙午科江西鄉試第五名舉人。嘉靖三十二年（1553年）中式癸丑科會試第三百二十七名，二甲第三十一名進士。通政司观政，授刑部主事，升光禄寺丞，以病告归卒。他是二十九年进士李伸的從子，叔侄同一日出生，李裘后李伸一科中进士，当时金花連捷，錦服交輝，鄉里人们都很艳羡。

## 家族
曾祖李嵩；祖父李時濟；父李鑰，母龔氏，節婦。